# むらたたむ
むらた たむ（1992年9月25日 - ）は、日本のドラマー。「キュートなビジュアルからは想像できないパワフルなドラミングを繰り広げる」と評された。同名義の演奏動画の再生回数は、累計6573万回（2023年11月27日時点）。最も好きなドラマーはトニー・ロイスター・ジュニアで、熊谷徳明の楽器配置に影響を受けた。血液型はO型。夫は作曲家の山岡晃。2児の母。

## 来歴
- 2007年、15歳の時に軽音楽部でドラム演奏を始め、菅沼孝三に師事した野口雅彦からセーラドラムスクールで指導を受ける[2][3]。
- 2011年、横浜市立みなと総合高等学校を卒業。
- 2011年、バンドグリズリー・オン・ザ・プラネットに参加[4]。
- 2012年、YouTubeにドラムスクールのアカウントで演奏動画を投稿[5]。
- 2013年、YouTubeにむらたたむ名義で演奏動画を投稿開始[6]。バンドSORAMIMIに参加[7]。
- 2015年、大学理系学部を卒業[8]。Rumi Muhr（ムールルミ）から指導を受ける[2]。
- 2015年、音楽媒体『BEEAST』の投票企画「俺の女神2015」にてイチ押し女性ドラマー賞1位を獲得[9]。グリズリー・オン・ザ・プラネットを脱退[10]。
- 2016年、TAMAとエンドースメント契約。むらたたむが作曲作詞した楽曲「平行線」を、SORAMIMIがリリース。
- 2017年
  - 2月、初のソロライブをTSUTAYA O-Crestで開催しチケットを完売[1]
  - 3月、SORAMIMIが活動休止[11]
  - 4月、倉持武志、黒沢ダイスケらが主導するサウンド制作集団INSPIONに参加[12][13]。DVD「むらたたむのハイパードラム修行！」を発売[14]
  - 5月、2度目のソロライブを開催し、約400人の観客を集める[15]
  - 7月、音楽媒体『BEEAST』の投票企画「俺の女神2017」にてイチ押し女性ドラマー賞1位を獲得[16]
  - 8月、ドラマーとしての成長過程を見て楽しめるYouTubeチャンネル「たむ図鑑」を開始。
  - 9月、3度目のソロライブを開催し、オリジナルの4曲（うち1曲はボーカルも担当）を含むEP（ミニアルバム）「イノセント」を発売[17]
- 2018年
  - 1月、TAMAよりむらたたむシグネチャースティック「H-TMTM」が発売。
  - 5月、むらたたむ&レディビアード名義で両A面シングル「スーパーD&D〜完全にリードしてアイマイミー〜/D絶対！SAMURAIインザレイン」をリリース。
- 2019年、BAND「NEMOPHILA」（ネモフィラ）を結成[18]。MEINLシンバル エンドーサー[19]。結婚と妊娠を発表[20]。2021年11月2日放送のバラエティ番組「イグナッツ!!」で、この夫が山岡晃である事が明かされた。
- 2020年、ラジオ各局ネット「Hot Spice!!」パーソナリティを担当[21]。第一子を出産[22]。NEMOPHILA 2ndワンマンライブ（無観客ライブ配信）にて産休からライブ復帰[23]。TwitterをYOSHIKIからフォローされる。
- 2021年、ドラムセットStarclassicを導入。第二子を出産。ラジオ「Hot Spice!!」の初ゲストとして、夫の山岡晃を招く。
- 2022年、Instagramを閉じる。舞台「ReverSing」にてドラマー役で舞台初出演[24]。スマートウォッチFitbit sense2のTV CMに出演[25]。
- 2023年3月、オンラインサロン「TAMZ GROOVE」開設。

## 公演
単独公演と2017年4月以降の公演を記す。
| 開催日     | 名称                                                                | 会場                       | 備考                                                                            |
| ---------- | ------------------------------------------------------------------- | -------------------------- | ------------------------------------------------------------------------------- |
| 2017/02/14 | むらたたむのそろそろソロッとソロライブ                              | TSUTAYA O-Crest            | ゲスト：千鳥ノブ                                                                |
| 2017/04/22 | The World Standard ～夢があるからついてきてね～                     | Zepp DiverCity Tokyo       | サポート先：わーすた                                                            |
| 2017/04/29 | NAONのYAON 2017                                                     | 日比谷野外大音楽堂         | サポート先：小比類巻かほるら                                                    |
| 2017/05/15 | むらたたむドラムライブ Vol.2〜Go！行こう！の日だよ〜                | TSUTAYA O-West             | ゲスト：にゃんごすたー                                                          |
| 2017/05/21 | ツインドラム100人組み手 Vol.10                                      | 音楽室DX                   | 共演：菅沼孝三                                                                  |
| 2017/06/18 | ソロっとインストセッション                                          | Hey-JOE                    | 共演：INSPION                                                                   |
| 2017/06/21 | Rie a.k.a. Suzaku Instrumental Summit Vol.11 Ladies Night           | 吉祥寺シルバーエレファント | サポート先：Rie a.k.a.Suzaku                                                    |
| 2017/09/11 | むらたたむドラムライブ Vol.3〜もう9月？！悔いはない！〜             | TSUTAYA O-West             | 共演：星野李奈、Yashiro、山吹りょう、未夢                                       |
| 2017/11/22 | Snake vs Frogs                                                      |                            | 共演：川口千里、菅沼孝三、石丸トモキ、渡辺尚                                    |
| 2017/12/07 | たむパーティー〜冬はやっぱり◯◯ー〜                                  | TSUTAYA O-Nest             | ファンクラブイベント                                                            |
| 2017/12/28 | MUSIC B.B.Presents アニソン B.B.                                    | TSUTAYA O-East             | 共演：aki、飯田里穂、河野万里奈、鈴木このみ、TRUE、新田恵海、春奈るな、Raychell |
| 2018/02/03 | むらたたむドラムライブVol.4～遂に土曜日だよ！やったね！！～         | TSUTAYA O-West             | 共演：レディビアード                                                            |
| 2018/04/19 | Snake vs Frogs Vol.2 featuring MASAKI & YUKI                        | 初台DOORS                  | 共演：川口千里、菅沼孝三、MASAKI、YUKI                                          |
| 2018/05/27 | むらたたむドラムライブVol.5～ドラム始めて10年目に突入！～ 大阪      | OSAKA MUSE                 |                                                                                 |
| 2018/06/02 | むらたたむドラムライブVol.5～ドラム始めて10年目に突入！～ 東京      | Shibuya WWW-X              | 共演：レディビアード                                                            |
| 2018/09/24 | たむ図鑑ライブVol.1～キャラ渋滞～                                   | 下北沢GARDEN               | 共演：ダイナ四、フリーザック                                                    |
| 2019/01/28 | むらたたむドラムライブVol.6～あけました！今年は何かが違う（はず）～ | TSUTAYA O-West             | 共演：熊谷徳明、西沢幸奏                                                        |
| 2019/04/29 | NAONのYAON 2019                                                     | 日比谷野外大音楽堂         |                                                                                 |